# Dicranomyia lassa
Dicranomyia lassa är en tvåvingeart som först beskrevs av Alexander 1937.  Dicranomyia lassa ingår i släktet Dicranomyia och familjen småharkrankar. Inga underarter finns listade i Catalogue of Life.